# Ильинское (озеро, Плесецкий район)
Ильинское — пресноводное озеро в Плесецком районе на юго-западе Архангельской области, расположено в правобережье Онеги и в 43 км к северо-западу от озера Нименьгское.

## Общие сведения
Площадь озера 4,6 км². Высота над уровнем моря — 123,9 м. Длина озера 3,2 км, ширина достигает 1,9 км в центральной части. Площадь водосбора составляет 110 км2.

## Описание
Ильинское озеро имеет форму овала, береговая линия слабо изрезана. Впадает несколько ручьёв (наиболее крупный — ручей Сенной). На западе вытекает река Эктыша, впадающая в Онегу и относящаяся к бассейну Белого моря. Острова отсутствуют. К юго-западу находится болото Жаровский Мох. Берега низкие, заболоченные, покрытые лесом.. В полукилометре от восточного берега расположены деревни Часовенская и Нижняя.